# Baccalà alla lucana
Il baccalà alla lucana è un piatto tipico della Basilicata, diffuso particolarmente nelle zone del comune di Avigliano, per questo noto anche come baccalà all'aviglianese.

## Storia
Il baccalà costituì un alimento a base di pesce fondamentale per le popolazioni dell'entroterra lucano, essendo la zona collinare e lontana dal mare. Semplice da conservare e trasportare, fu un'ottima alternativa ai piatti a base di carne.

## Preparazione
Il baccalà alla lucana viene preparato con l'aggiunta di peperoni cruschi e condito con olio e prezzemolo. Vi è una variante meno diffusa fatta con peperoni sott'olio o sott'aceto.

## Diffusione
Piatto tipicamente natalizio, a esso è dedicato la "Sagra del Baccalà" di Avigliano, organizzata annualmente nell'ultimo fine settimana di agosto, in cui si tengono anche spettacoli e degustazioni di altri prodotti locali.